# Morpho didius
Espèce
Morpho didius est une espèce d'insectes lépidoptères (papillons) qui appartient à la famille des nymphalidés, sous-famille des Morphinae, à la tribu des Morphini et au genre Morpho. Il est considéré par certains auteurs comme une sous-espèce de Morpho menelaus.

## Description

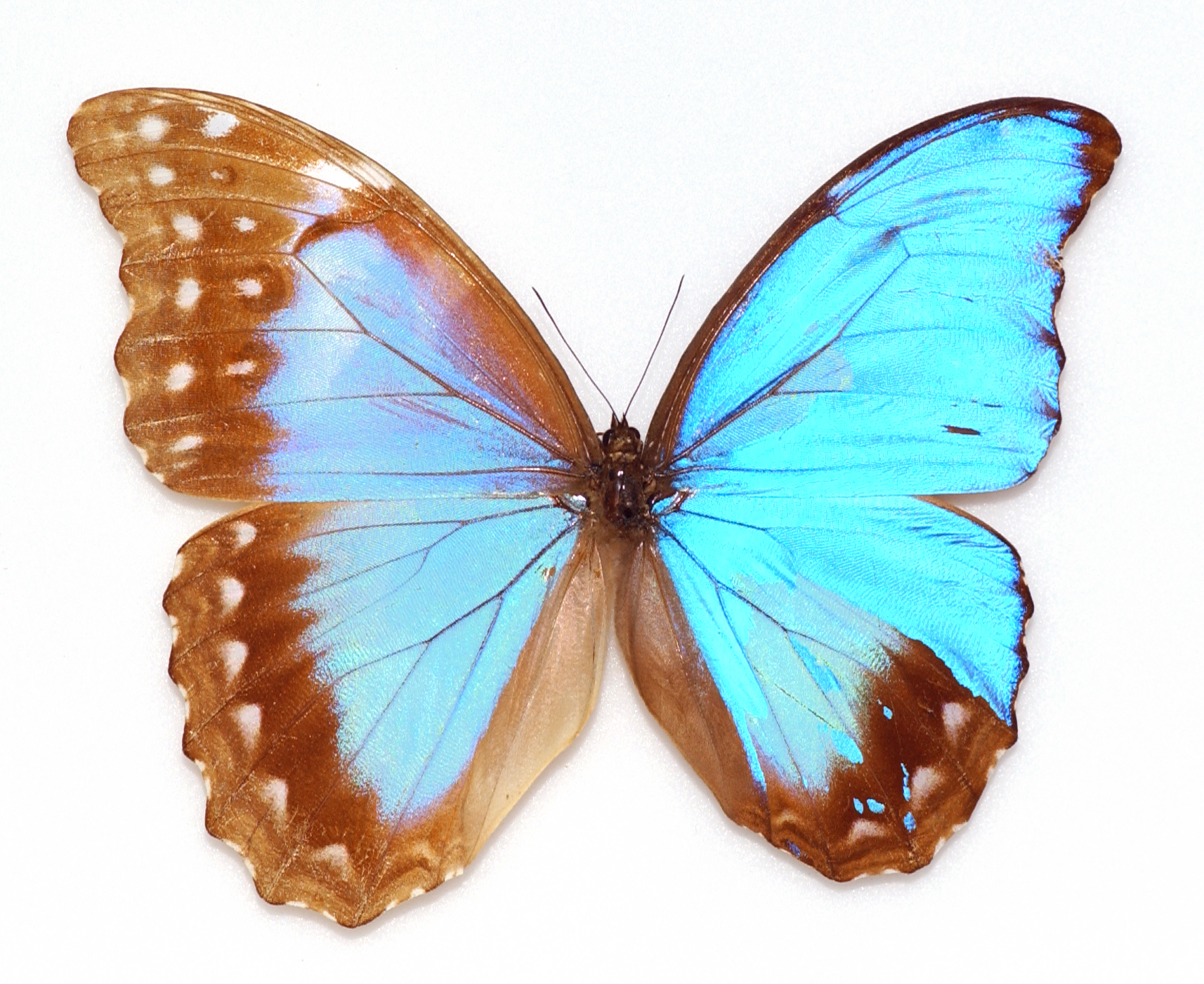
Morpho didius
Ce spécimen est gynandromorphe (Musée d'Histoire Naturelle de Lille).

Morpho didius est l'une des plus grandes espèces du genre Morpho. Il a une envergure pouvant atteindre 150 millimètres. La face dorsale de ses ailes est irisée et bleu métallique, ses ailes antérieures sont assez allongées.

## Distribution
Cette espèce peut être trouvée au Pérou.

## Biologie
Les chenilles de Morpho didius se nourrissent de palmiers.

## Crédits
- (en) Cet article est partiellement ou en totalité issu de l’article de Wikipédia en anglais intitulé « Morpho didius » (voir la liste des auteurs).